# Ceramika iłżecka
Ceramika iłżecka è un cortometraggio del 1951 diretto da Andrzej Wajda.